# Четвероевангелие на цар Иван Александър
Четвероевангелието на цар Иван Александър е илюстрован ръкопис на среднобългарски език, преписан през 1355 – 1356 г. от монаха Симеон за цар Иван Александър.